# 松家仁之
松家 仁之（まついえ まさし、1958年12月5日 - ）は、日本の小説家、編集者、慶應義塾大学総合政策学部特別招聘教授。株式会社つるとはな取締役。

## 来歴・人物
東京都生まれ。1979年、早稲田大学第一文学部在学中に『夜の樹』で第48回文學界新人賞佳作に選ばれ、『文學界』にてデビュー。卒業後の1982年、新潮社に入社。1998年、海外文学シリーズ「新潮クレスト・ブックス」創刊。2002年、季刊総合誌『考える人』を創刊、編集長となる。2006年より『芸術新潮』編集長を兼務し、2010年6月退職。2009年より慶應義塾大学総合政策学部特別招聘教授（2014年春まで）。
2012年、『新潮』7月号に長篇「火山のふもとで」を発表し、小説家として再デビュー。単行本として刊行後、第34回野間文芸新人賞候補に挙がる。2013年、同作により第64回読売文学賞受賞。
2013年12月、『沈むフランシス』が「キノベス!2014」第4位に選ばれた。
2018年、『光の犬』で芸術選奨文部科学大臣賞 及び河合隼雄物語賞受賞。
2020年より三島由紀夫賞選考委員。

## 著書
- 『火山のふもとで』（2012年9月 新潮社 / 2025年1月 新潮文庫）
- 『沈むフランシス』（2013年9月 新潮社 / 2025年2月 新潮文庫）
- 『優雅なのかどうか、わからない』（2014年8月 マガジンハウス）
- 『光の犬』（2017年10月 新潮社 / 2025年3月 新潮文庫）
- 『泡』（2021年4月 集英社）
- 『天使も踏むを畏れるところ』（2025年3月 新潮社【上・下】）

### 共著
- 『表現者』（1998年9月 スイッチ・パブリッシング、星野道夫ほか）
- 『新しい須賀敦子』湯川豊篇 江國香織共著 集英社 2015

### 編著
- 『伊丹十三の本』（2005年4月、新潮社「考える人」編集部編）
- 『美しい子ども』編（2013年、新潮社、新潮クレスト・ブックス短篇小説ベスト・コレクション）

アンソニー・ドーア、ジュンパ・ラヒリ、ナム・リー、リュドミラ・ウリツカヤ、ミランダ・ジュライ、クレメンス・マイヤー、ディミトリ・フェルフルスト、ウェルズ・タワー、ネイサン・イングランダー、ベルンハルト・シュリンク、アリス・マンロー著
- 『伊丹十三選集』（2018年12月 - 2019年1月、岩波書店【全3巻】）、中村好文・池内万平共編